# Американское чтиво
«Американское чтиво» (англ. American Fiction) — художественный фильм режиссёра Корда Джефферсона по мотивам романа Персиваля Эверетта «Стирание» 2001 года. Главные роли в фильме исполнили Джеффри Райт, Трейси Эллис Росс, Стерлинг Браун, Джон Ортис, Исса Рэй и Адам Броди.
Премьера фильма состоялась 8 сентября 2023 года на Международном кинофестивале в Торонто, где он получил Приз зрительских симпатий. Премьера в ограниченном кинопрокате состоялась 15 декабря 2023 года, в широком — 22 декабря.

## Сюжет
Телониус «Монк» Эллисон — представитель высшего класса, афроамериканский писатель и профессор в Лос-Анджелесе, книги которого пользуются спросом. Хотя его романы получают академическое признание, они плохо продаются, а издатели отклоняют последнюю рукопись Монка как «недостаточно черную». В университете Монка временно отстраняют от работы из-за его споров со студентами по расовым вопросам и предлагают ему посетить литературный семинар и провести время с семьей в его родном городе Бостоне. На семинаре у Монка мало посетителей, в отличие от переполненного зала для интервью с Синтарой Голден, чей бестселлер «We's Lives in Da Ghetto» потакает стереотипам о черных.
В Бостоне Монк ужинает со своей матерью Агнес, страдающей болезнью Альцгеймера, и сестрой Лизой, врачом. Позже, выпивая с Монком, у Лизы случается смертельный сердечный приступ. Их отдалившийся брат Клиф, пластический хирург, присутствует на похоронах Лизы. Клиф разводится после того, как жена застает его за сексом с мужчиной; теперь Клиф часто употребляет наркотики и занимается случайным сексом. Монк знакомится с Кэролайн, адвокатом, живущей через дорогу от пляжного домика его матери, и начинает с ней встречаться.
Разочарованный успехом Синтары и расходами на уход за матерью, Монк пишет «My Pafology», сатирический роман, высмеивающий литературные стереотипы, ожидаемые от чернокожих писателей: мелодраматические сюжеты, отцы-неплательщики, насилие банд и наркотики. Монк с презрением отправляет роман издателям и оказывается шокирован известием, что ему предложили аванс в размере 750 000 долларов. Агент Монка Артур убеждает того использовать образ беглого преступника «Стэгга Р. Ли». Как «Стэггу», Монку предлагают контракт на фильм от продюсера Уайли. В ответ на оскорбительные комментарии руководителей издательства Монк пытается сорвать сделку, требуя изменить название на «Fuck»; руководители неохотно соглашаются. Монка приглашают помочь в судействе литературной премии Ассоциации книг Новой Англии в рамках «движения за разнообразие», и он неохотно соглашается. Синтара является коллегой-судьей, и Монк узнает, что она разделяет многие из его взглядов.
Агнес переезжает в дорогой дом престарелых, но плохо адаптируется. Клиф ненадолго возвращается в Бостон, но уезжает после того, как Агнес делает гомофобное замечание. Fuck становится бестселлером. Кэролайн, Клиф и общественность остаются в неведении, что «Стэгг» — это Монк, и ФБР связывается с издателем, полагая, что Стэгг — беглец, как он утверждал в интервью.
Издатель Монка представляет Fuck на литературную премию, заставляя его судить свой собственный роман. Монк узнает, что Кэролайн понравилось читать Fuck; они спорят и расстаются. Белые судьи комиссии в восторге от Fuck, хотя Синтара называет это «потакательством». Монк соглашается, но позже утверждает, что книга Синтары — «травматическое порно» и не соответствует ее афроамериканскому происхождению из среднего класса. Синтара утверждает, что для своей книги она опрашивала людей без права голоса, и «дала рынку то, что он хочет», и что это не ее вина, если белые читатели сформировали стереотипы из ее книги.
В день свадьбы экономки семьи Лоррэйн Монк находит Клифа, живущего в пляжном домике Агнес с двумя другими мужчинами, но Лоррэйн рада, что он сможет присутствовать на свадьбе. На торжестве Монк и Клиф обсуждают влияние самоубийства их отца, и Клиф призывает Монка позволить людям «любить его всего».
На церемонии награждения победителем объявляют Fuck. Монк выходит на сцену и говорит, что ему нужно сделать признание. Фильм переходит в черный цвет, и показанные события оказываются сценарием Монка, основанным на его опыте, написанным для продюсерской компании Уайли в качестве альтернативы экранизации Fuck. Монк не раскрыл свою личность публике и все еще не помирился с Кэролайн. Уайли нравится сценарий, но он просит Монка изменить двусмысленную концовку.
Монк предлагает концовку, в которой он убегает с церемонии, чтобы извиниться перед Кэролайн, но Уайли говорит, что это слишком похоже на романтическую комедию. Затем Монк предлагает вариант, в котором полиция, полагая, что Монк — разыскиваемый преступник с пистолетом, застреливает его на церемонии. К большому разочарованию Монка, Уайли, который также снимает в фильме в жанре blaxploitation под названием Plantation Annihilation, фильм нравится, и фильм переходит в стадию производства. Монк уезжает с Клифом после того, как он и один из актеров Уайли, играющий раба, узнают друг друга.

## В ролях
- Джеффри Райт — доктор Телониус «Монк» Эллисон
- Трейси Эллис Росс — доктор Лиза Эллисон
- Исса Рэй — Синтара Голден
- Эрика Александер — Кэролайн
- Лесли Аггамс — Агнес Эллисон
- Стерлинг К. Браун — Клиффорд «Клиф» Эллисон
- Джон Ортис — Артур
- Адам Броуди — Уайли
- Кит Дэвид — Вилли Чудотворец
- Майра Лукреция Тейлор — Лоррэйн
- Мириам Шор — Паула Бадерман
- Патрик Фишлер — Мандель

## Производство
10 ноября 2022 г. Джеффри Райт получил главную роль в фильме без названия, режиссёром которого выступит Корд Джефферсон по роману Персиваля Эверетта «Стирание». Продюсированием фильма занимаются компании T-Street Productions и MRC Film. 2 декабря 2022 года было объявлено, что роли в фильме получили Трейси Эллис Росс, Эрика Александр, Лесли Уггамс, Стерлинг К. Браун, Майра Лукреция Тейлор, Джон Ортис, Исса Рэй и Адам Броуди. Производство фильма завершилось в Бостоне в начале декабря. В том же месяце компания Orion Pictures приобрела права на распространение фильма в мировом кинопрокате. В июле 2023, после анонса о мировой премьере, было объявлено, что фильм будет называться American Fiction.
Премьера фильма состоялась на Международном кинофестивале в Торонто 8 сентября 2023 г. Премьера в ограниченном кинопрокате запланирована на 15 декабря 2023 года, а в широком — на 22 декабря 2023 года. Первоначально премьера была запланирована на 3 ноября 2023 г., но затем дата выхода была изменена, чтобы воспользоваться преимуществами сезона наград после получения приза зрительских симпатий на TIFF.

## Восприятие
На сайте Rotten Tomatoes фильм имеет рейтинг 94 %, основанный на 31 отзыве, со средней оценкой 8.2/10.
В своей рецензии для журнала The Hollywood Reporter Ловия Гьярке написала, что «American Fiction — умный и, благодаря прекрасному актёрскому составу, по-настоящему душевный фильм», отметив «тонкую актёрскую игру Райта […], которая придаёт глубину его персонажу», а также «всё более мрачное исполнение Агнес Уггамс и восхитительный комедийный ход Брауна».
На Кинофестивале в Торонто фильм получил приз зрительских симпатий, став первым фильмом компаний Orion Pictures и MGM, получившим эту награду.

## Награды и номинации
- 2023 — приз зрительских симпатий на кинофестивале в Торонто.
- 2024 — премия «Оскар» за лучший адаптированный сценарий (Корд Джефферсон), а также 4 номинации: лучший фильм, лучшая мужская роль (Джеффри Райт), лучшая мужская роль второго плана (Стерлинг Браун), лучшая оригинальная музыка (Лора Карпмен).
- 2024 — премия BAFTA за лучший адаптированный сценарий (Корд Джефферсон).
- 2024 — две номинации на премию «Золотой глобус» за лучший фильм — комедия или мюзикл и за лучшую мужскую роль в комедии или мюзикле (Джеффри Райт).
- 2024 — 3 номинации на премию Гильдии киноактёров США: лучшая мужская роль (Джеффри Райт), лучшая мужская роль второго плана (Стерлинг Браун), лучший актёрский ансамбль.
- 2024 — премия «Выбор критиков» за лучший адаптированный сценарий (Корд Джефферсон), а также 4 номинации: лучший фильм, лучшая комедия, лучшая мужская роль (Джеффри Райт), лучшая мужская роль второго плана (Стерлинг Браун).
- 2024 — две премии «Спутник» за лучший адаптированный сценарий (Корд Джефферсон) и за лучшую оригинальную музыку (Лора Карпмен), а также две номинации за лучший фильм — комедия или мюзикл и за лучшую мужскую роль в комедии или мюзикле (Джеффри Райт).
- 2024 — две премии «Независимый дух» за лучший сценарий (Корд Джефферсон) и за лучшую главную роль (Джеффри Райт), а также 3 номинации: за лучший фильм и за лучшую роль второго плана (Стерлинг Браун и Эрика Александер).
- 2024 — две премии Гильдии сценаристов США: лучший адаптированный сценарий (Корд Джефферсон), почётная награда имени Пола Селвина (Корд Джефферсон).
- 2024 — фильм года по версии Американского института кино.
- 2024 — номинация на премию Гильдии режиссёров США за лучшую режиссуру дебютного полнометражного фильма (Корд Джефферсон).
- 2025 — номинация на премию «Грэмми» за лучший саундтрек для визуальных медиа (Лора Карпмен).